# Rhynchosia suaveolens
Rhynchosia suaveolens är en ärtväxtart som först beskrevs av Carl von Linné d.y., och fick sitt nu gällande namn av Dc. Rhynchosia suaveolens ingår i släktet Rhynchosia och familjen ärtväxter. Inga underarter finns listade i Catalogue of Life.